# Pomalaa
Pomalaa är ett distrikt (kecamatan) i Indonesien.   Det ligger i provinsen Sulawesi Tenggara, i den centrala delen av landet, 1 700 km öster om huvudstaden Jakarta.